# Crossart
Crossart of voluit Crossart Route-Moderne-Kunst was een samenwerkingsverband van vier Nederlandse en zes Duitse musea in het grensgebied van de Nederlandse provincies Gelderland en Limburg enerzijds en de Duitse deelstaat Noordrijn-Westfalen anderzijds. Hoofdaandachtspunten waren beeldende kunst, landschap en architectuur.
Het project manifesteerde zich tussen 2004 en 2010 en was een initiatief van twee ministeries in Düsseldorf in grensoverschrijdend overleg met het Nederlandse ministerie van Onderwijs, Cultuur en Wetenschap. Het werd gefinancierd door de EU (Euregio Rijn-Maas Noord), door de musea, door de genoemde provincies en door het Ministerie van Economische Zaken van Noordrijn-Westfalen. 
Er was gemeenschappelijke publiciteit in de vorm van meertalige folders en websites met uitgebreide routebeschrijvingen. Gerealiseerd werd verder een gemeenschappelijke tentoonstelling in de Bundeskunsthalle in Bonn met een omvangrijke catalogus in vier talen.

## Deelnemende musea
De deelnemende musea waren:

### Nederland
- Arnhem: Museum voor Moderne Kunst Arnhem met beeldenpark
- Nijmegen: Museum Het Valkhof
- Otterlo: Kröller-Müller Museum met Beeldenpark van het Kröller-Müller Museum
- Venlo: Museum van Bommel van Dam

### Duitsland
- Bedburg-Hau: Museum Schloss Moyland met beeldenpark
- Duisburg: Lehmbruck-Museum met Beeldenpark van het Lehmbruck-Museum
- Kleef: Museum Kurhaus Kleef met park
- Krefeld: Krefelder Kunstmusea waartoe behoren het Kaiser Wilhelm Museum, alsmede Museum Haus Lange en Museum Haus Esters met beeldenpark
- Mönchengladbach: Museum Abteiberg met beeldenpark
- Neuss: Museum Insel Hombroich, alsmede de Langen Foundation

## Galerij

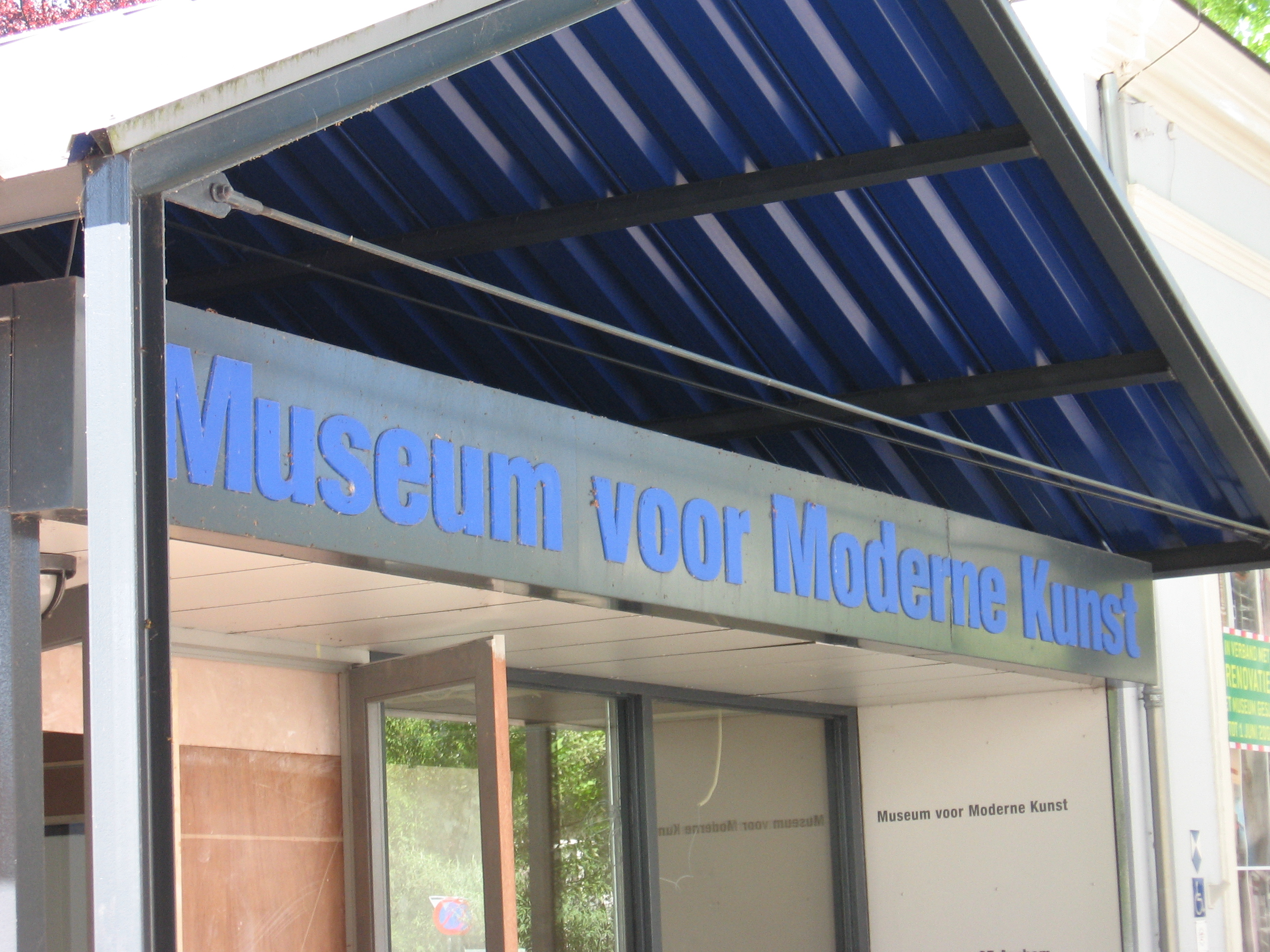
Museum voor Moderne Kunst Arnhem
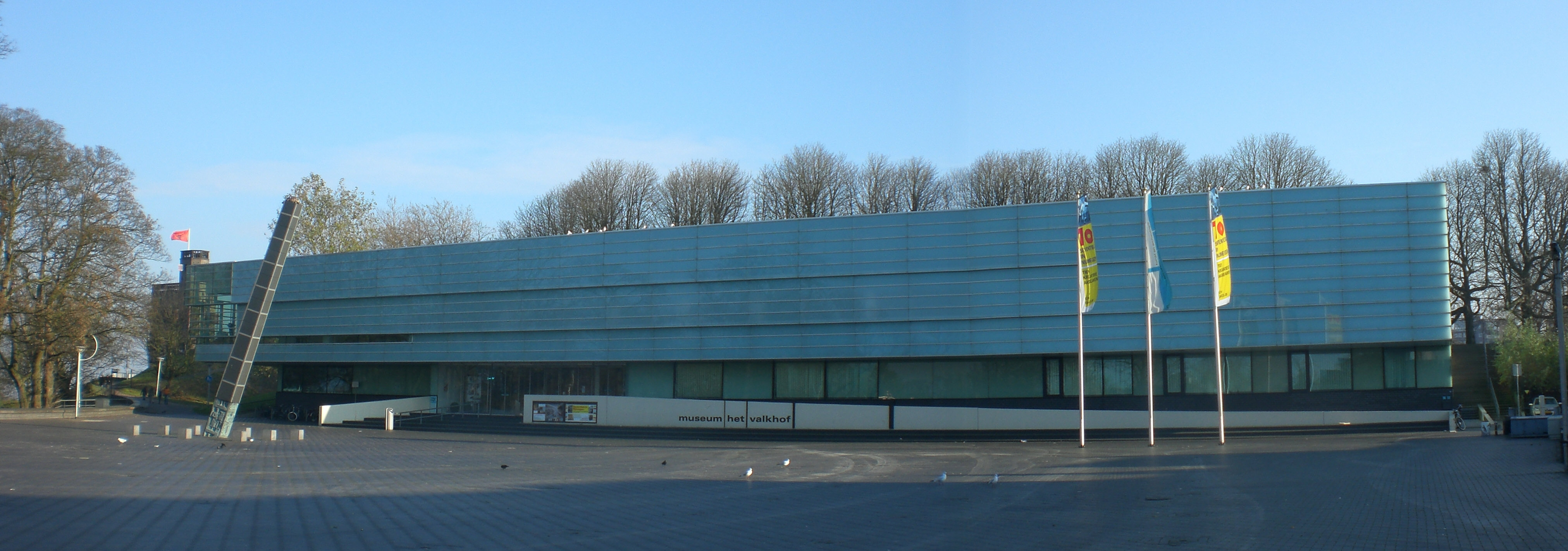
Museum Het Valkhof
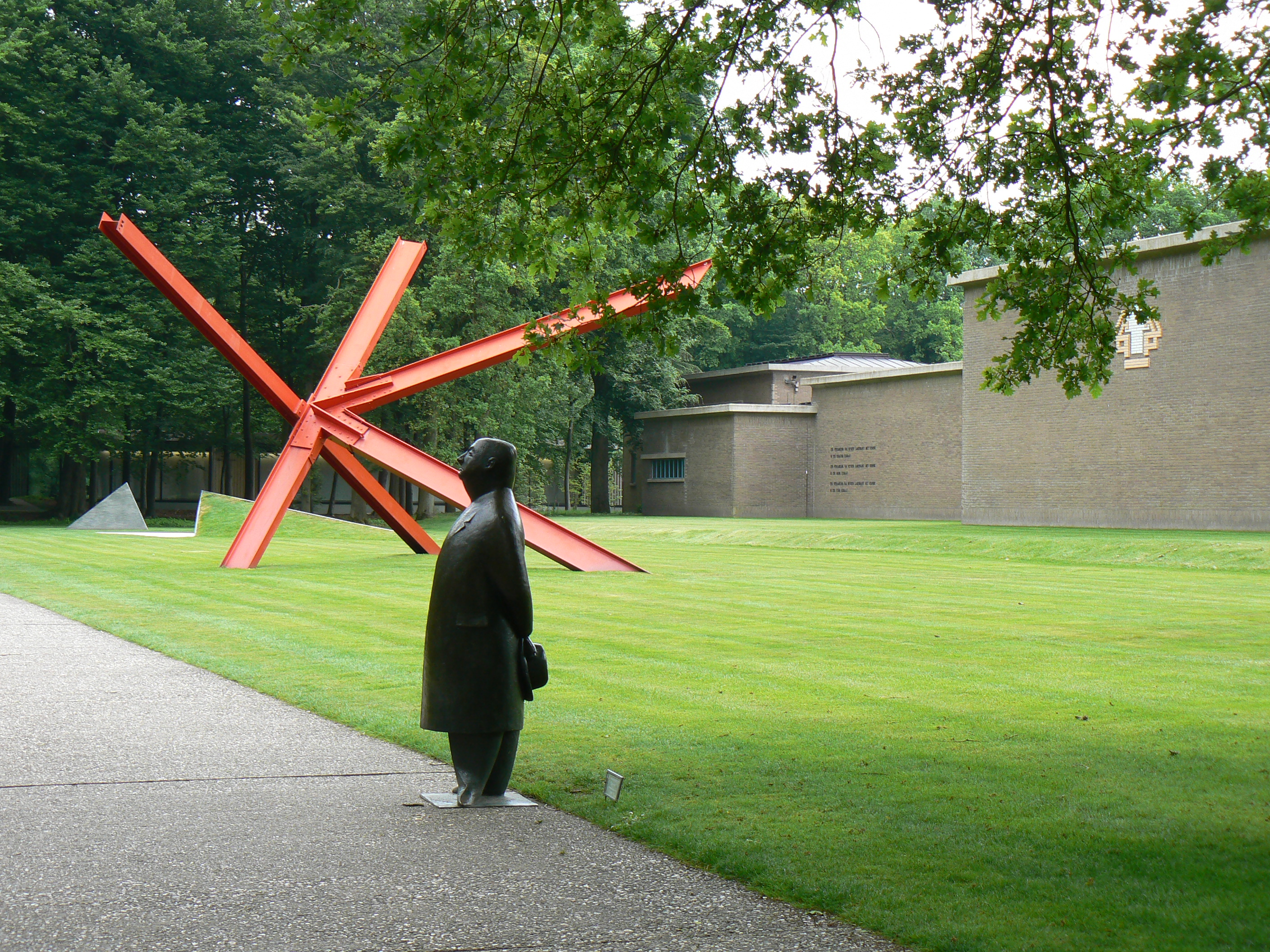
Kröller-Müller Museum
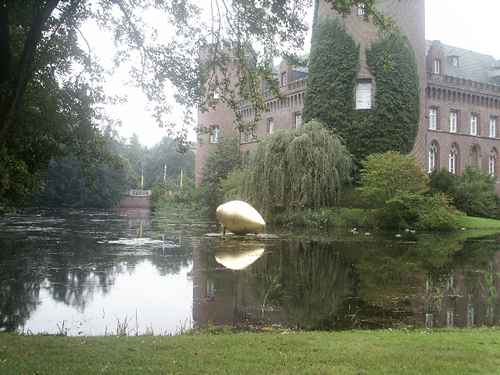
Museum Schloss Moyland
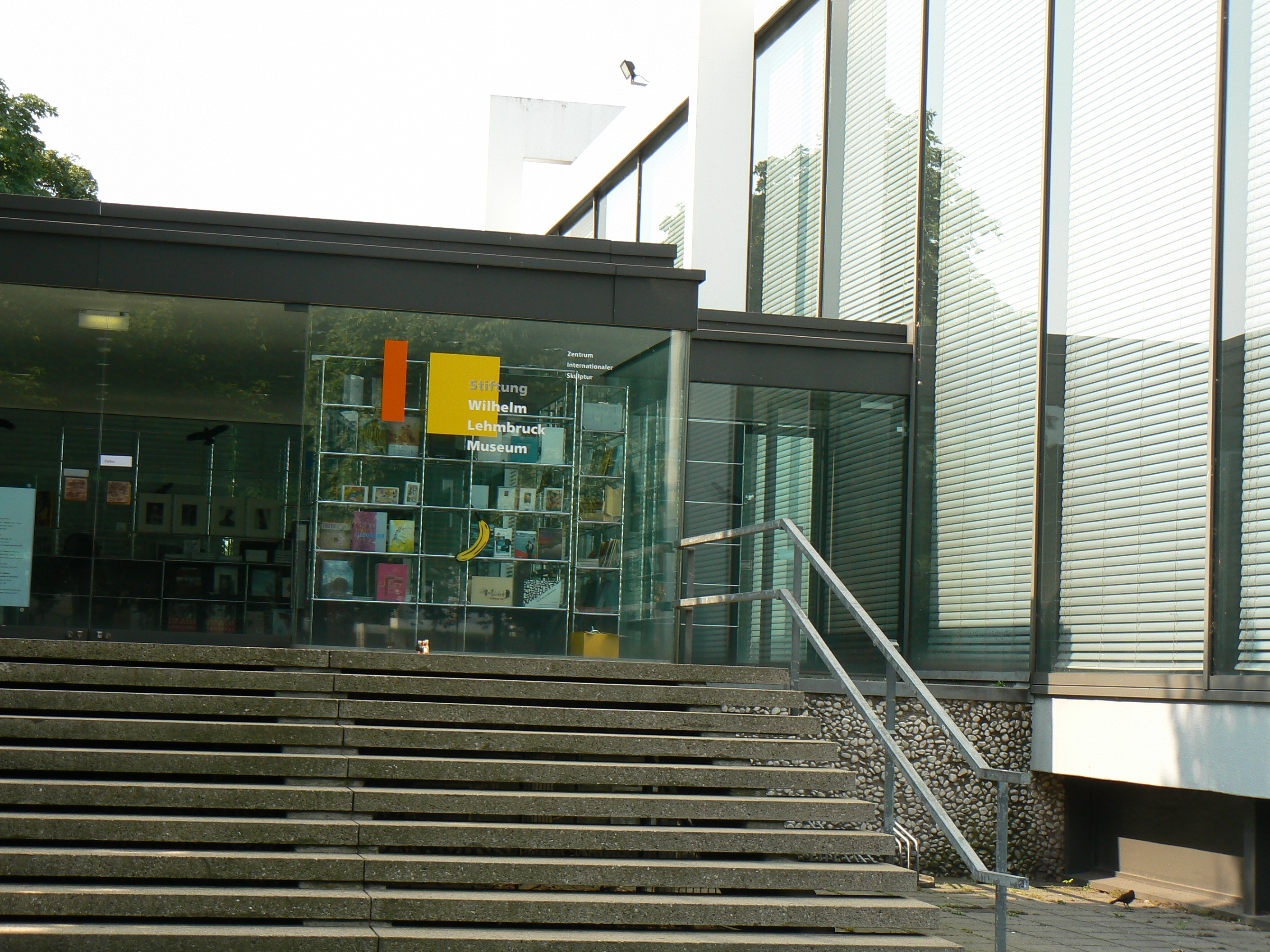
Lehmbruck-Museum
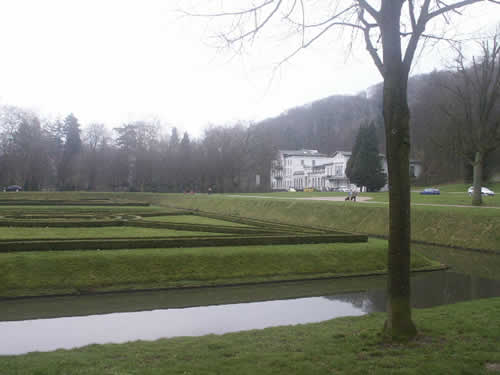
Museum Kurhaus Kleef
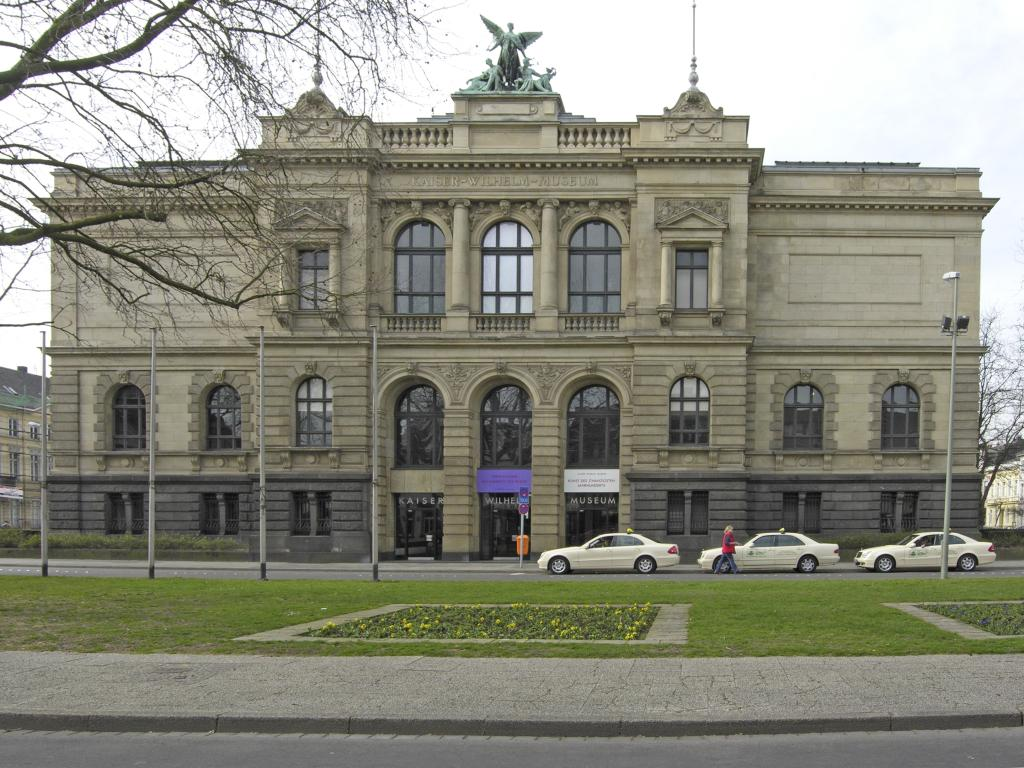
Kaiser Wilhelm Museum
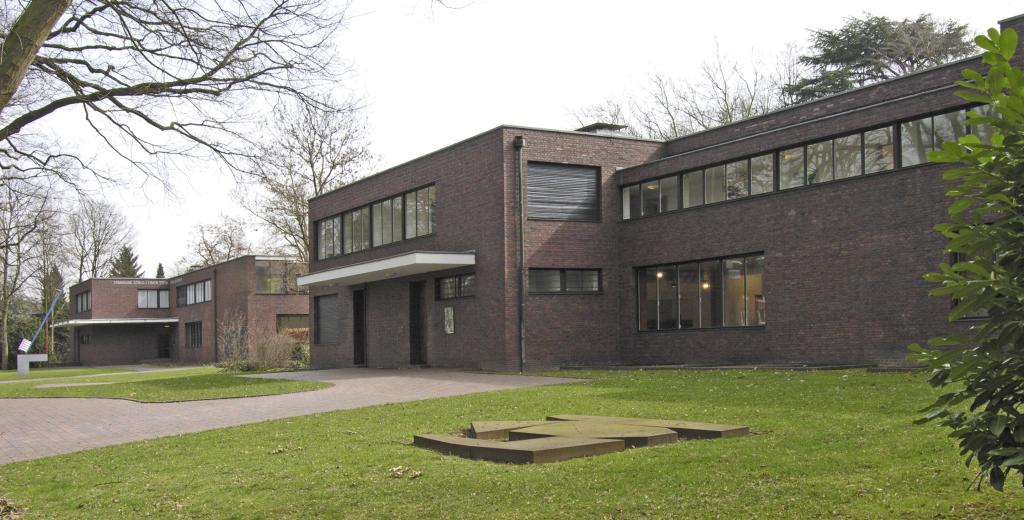
Haus Esters (links), Haus Lange (rechts)
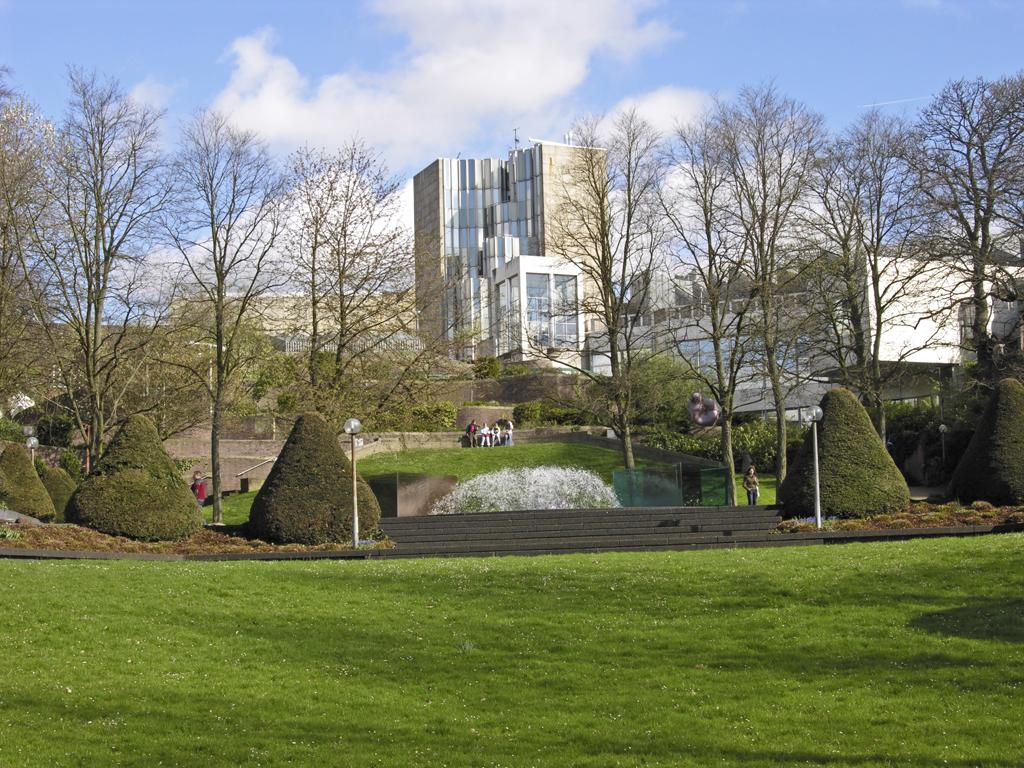
Museum Abteiberg
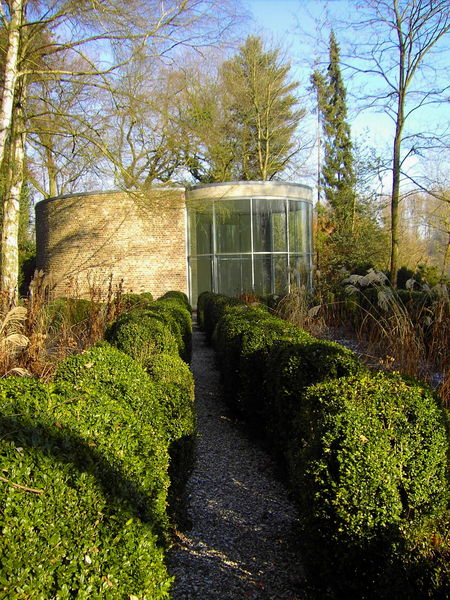
Museum Insel Hombroich : Graubner Pavillon
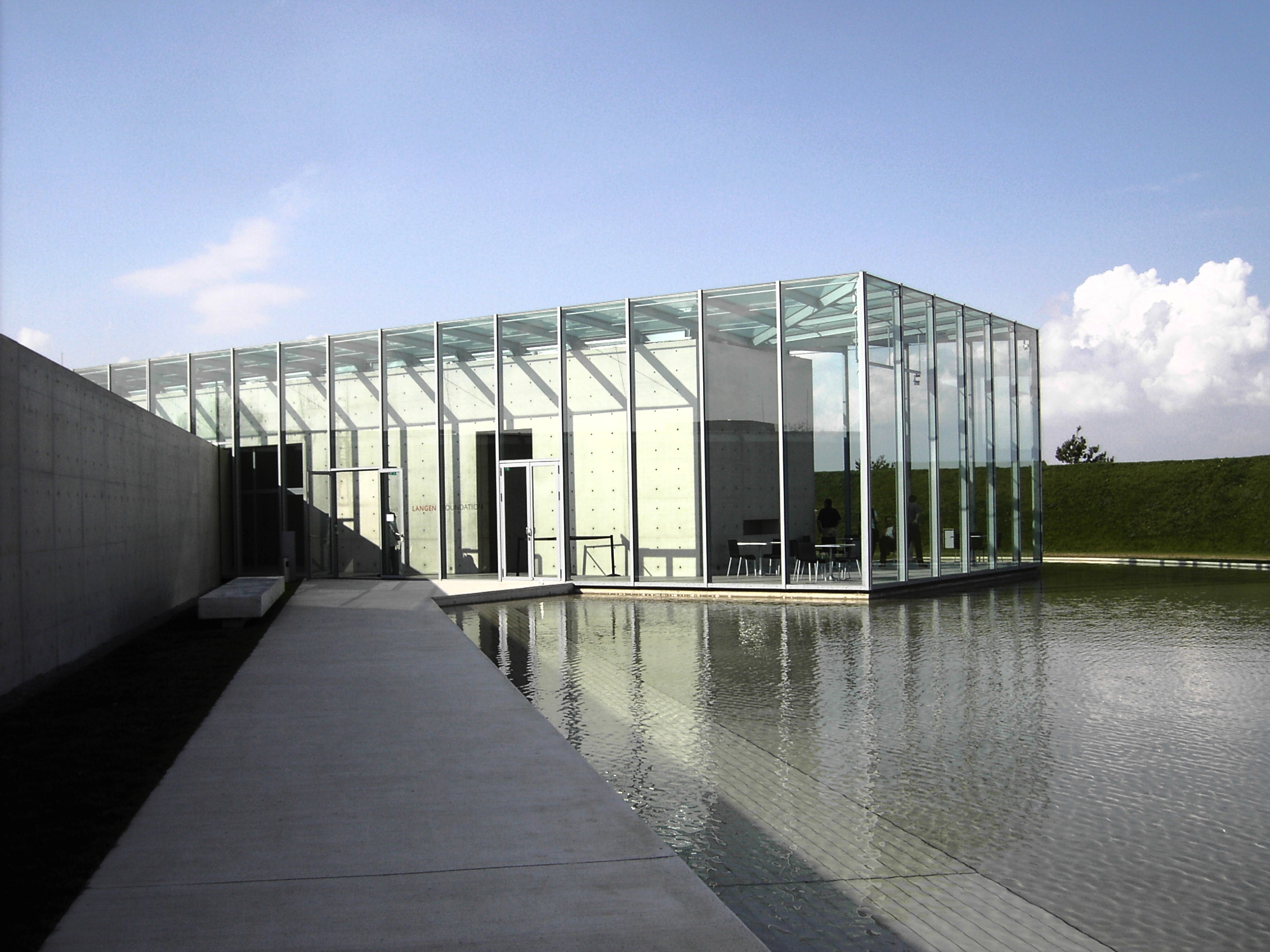
Langen Foundation